# 賴坤成
賴坤成（1964年6月3日—），中華民國政治人物，民主進步黨籍，律師出身，曾任台灣中小企業聯合輔導基金會董事長、立法委員、國民大會代表及臺東市市長，也是臺東縣第一位民進黨籍鄉鎮市長、首位民進黨籍臺東縣立委。

## 早年生平
賴坤成父親賴春在是中國國民黨革命實踐研究院第一期畢業，曾任臺東縣七個鄉鎮的「國民黨民眾服務站」主任，由於父親工作環境變動，賴坤成國小時念了五所學校。十歲時父親去世，隨後舉家遷往臺北市。賴坤成為家中唯一的兒子，有三個姐妹，由母親撫養長大。
到了國中時，其母由於管不住賴坤成，於是把他送回臺東讀書，想由他時任臺東縣副議長的舅舅來管教，然而賴坤成對學校教育反感，到了國二時又回到臺北就讀。高中時曾經歷中正、建中夜校、板中、強恕夜校及建中日間部，當中其中三所學校是被退學。高中時期，教官要求他加入國民黨，遭到賴坤成拒絕，高二、高三開始和同學蒐集黨外雜誌，開始改變思想。最後考上臺灣大學法律系。
據賴坤成自承，臺大期間玩了四年，尤其大三時幾乎沒上過課，時常爬山、攝影，翹課時間動輒高達一週。畢業後因身高不夠無須服兵役，賴坤成於玉山國家公園當解說員一年，後來認為自己不能一輩子這樣下去，之後下山北上補習班，準備參加律師考試，苦讀一年後考上律師執照。
賴坤成取得律師執照後，原想掛牌營業，但一位在擔任立委陳水扁助理的高中同學，找他去當國會助理。經過與陳水扁攀談後，陳水扁介紹他去求才孔急的民主進步黨立法院黨團擔任助理，開始參與政治。於1990年3月至1991年10月任民進黨立法院黨團首席助理。

## 政途
賴坤成原本想當幾年律師後再參選，然而適逢第二屆國民大會選舉，加上發生立院黨團退出預算審查、立委盧修一、戴振耀被打事件刺激，當時立院黨團舉行全國制憲列車，賴坤成於臺東演講受到黨內大老鼓勵，當時賴坤成一度猶豫，不僅因為臺東自黃順興以後就沒有人出頭，還是民主沙漠，加上自己的朋友都在北部，臺東缺乏地方基礎，沒有勝選把握。最後地方父老以「臺北不缺一個律師，回到故鄉卻能造福地方」打動他，於是經立院黨團背書後，回到臺東參選。1992年，當選第二屆國民大會代表。任期至1996年5月。
1992年立委選舉花蓮縣爆發作票事件後，民進黨國大黨團部分成員親往中選會，要求依行政裁量權直接公告黃信介當選。然而中選會秘書長許桂霖接待態度令他們不滿，最後大家推派賴坤成去找身兼中選會主委的內政部長吳伯雄，結果賴坤成遭警衛拖進電梯，用倒栽蔥的方式拖到內政部所在的中央聯合辦公大樓外大馬路上，再架進城中分局，途中粗暴小動作不斷。之後賴坤成在臺大醫院住了一個多星期，為此引起警政署長莊亨岱親自為警衛執行勤務不當而道歉。
1998年3月，賴坤成當選臺東縣臺東市市長，成為當時臺灣最年輕的鄉鎮市長和臺東縣第一位民進黨籍市長。2001年曾代表民進黨參選臺東縣縣長未當選。2002年1月連任成功，市長任內廢除台東舊站路線。

2005年吳俊立當選第十五屆臺東縣縣長，但因貪污而在就職當天遭解職。因民進黨未提名，賴坤成與劉櫂豪皆以無黨籍身分參選縣長補選，在民進黨分裂之下雙雙落敗。  
2009年10月15日，原臺東縣選區立委黃健庭因參選年底縣長選舉而宣布辭去立委。10月28日，民主進步黨中執會通過提名賴坤成參選立委補選，2010年1月9日，賴坤成以2萬3,190票，擊敗國民黨前縣長鄺麗貞的2萬1,215票，以近不足兩千票之差的些微差距當選，亦成臺東縣有史以來首位民進黨籍立委。
2012年，賴坤成與劉櫂豪爭取臺東縣選區立委連任失利，轉戰花蓮縣選區，最終仍然敗給尋求連任的國民黨立委王廷升。2014年6月，賴坤成獲民進黨徵召回鍋參選年底臺東市市長選舉，終以681票的微小差距敗給國民黨提名的時任縣議員張國洲。2015年，再度參與民進黨臺東立委初選，儘管獲時任縣長黃健庭的泛藍勢力支持，仍再度敗於時任立委劉櫂豪，無緣回鍋參選，遂轉往花蓮縣，全力為轉戰區域的同黨立委蕭美琴輔選。
2022年賴坤成爭取代表民進黨參選臺東縣縣長未果，隔年黨內初選時賴坤成擊敗立委劉櫂豪，代表民進黨參選2024年臺東立委選舉，未能當選。

## 爭議言論
- 2011年7月19日賴坤成個人Facebook分享一段花蓮縣部落行影片，片中他與一名打赤膊的光頭男子酒酣耳熱，於醉醺醺情況下伸出左手食指連續摳弄對方乳頭，還口飆粗話等。事後賴坤成稱這算是一種「很親切」的選民服務[6]。

- 2011年10月7日賴坤成在10月1日女性消防員賴文莉出勤時遭酒駕男撞傷截肢事件後，於立法院內政委員會上質詢內政部部長，說女性消防員比率太高，第一線執行有困難，「像警消這樣特殊工作，要上刀山下油鍋，一口氣派這麼多女孩子來，每一個都是嬌滴滴的」，他還說：「要她們去抓蛇，看到蛇就怕死了」。藍綠立法委員都不茍同此言論，也被婦女團體痛批賴嚴重性別歧視[7]。

- 2011年11月1日以民進黨立委參選人身分的賴坤成在花蓮縣玉里鎮拱若勝選，蕭美琴和花蓮縣黨部主委江淑君就穿比基尼，被民進黨總統參選人蔡英文苦笑予以制止[8]。

- 2022年為了爭取民進黨臺東縣縣長選舉出線，黨中央未徵召前就先批評可能被徵召對象現任立委劉櫂豪六度參選票數會越來越少，黨中央確定徵召劉櫂豪後又再度批評要求黨內辦初選，「要傾聽民意啊！」並說黨中央這次提名是先射箭再畫靶[9]。

## 選舉紀錄
| 年度 | 選舉屆數               | 選舉區               | 所屬政黨   | 得票數 | 得票率 | 當選標記 | 備註 |
| ---- | ---------------------- | -------------------- | ---------- | ------ | ------ | -------- | ---- |
| 1991 | 第二屆國民大會代表選舉 | 臺東縣選舉區         | 民主進步黨 | 18,259 | 27.59% |          |      |
| 1992 | 第二屆立法委員選舉     | 臺東縣選舉區         | 民主進步黨 | 21,277 | 31.53% |          |      |
| 1995 | 第三屆立法委員選舉     | 臺東縣選舉區         | 民主進步黨 | 20,330 | 29.41% |          |      |
| 1998 | 第七屆臺東市市長選舉   | 臺東縣臺東市         | 民主進步黨 | 17,899 | 36.31% |          |      |
| 2001 | 第十四屆臺東縣縣長選舉 | 臺東縣               | 民主進步黨 | 17,327 | 17.32% |          |      |
| 2002 | 第八屆臺東市市長選舉   | 臺東縣臺東市         | 民主進步黨 | 26,172 | 57.10% |          |      |
| 2006 | 第十五屆臺東縣縣長補選 | 臺東縣               | 無黨籍     | 4,793  | 7.03%  |          |      |
| 2010 | 第七屆立法委員補選     | 臺東縣選舉區         | 民主進步黨 | 23,190 | 49.46% |          |      |
| 2012 | 第八屆立法委員選舉     | 花蓮縣立法委員選舉區 | 民主進步黨 | 33,326 | 25.88% |          |      |
| 2014 | 第十一屆臺東市市長選舉 | 臺東縣臺東市         | 民主進步黨 | 25,969 | 49.35% |          |      |
| 2024 | 第十一屆立法委員選舉   | 臺東縣選舉區         | 民主進步黨 | 23,420 | 31.60% |          |      |

## 外部連結
- 賴坤成facebook